# Copaiva coleosperma
Copaiva coleosperma là một loài thực vật có hoa trong họ Đậu. Loài này được (Benth.) Britton mô tả khoa học đầu tiên năm 1930.